# 37. BAFTA-gála
A 37. BAFTA-gálát 1984-ben tartották, melynek keretében a Brit film- és televíziós akadémia az 1983. év legjobb filmjeit és alkotóit díjazta.

## Díjazottak és jelöltek
(a díjazottak félkövérrel vannak jelölve)

### Legjobb film
Rita többet akar - Szebb dalt énekelni
- Heat and Dust
- Porunk hőse
- Aranyoskám

### Legjobb idegen nyelvű film
Danton • Franciaország/Lengyelország/NSZK
- Fanny és Alexander (Fanny och Alexander) • Svédország
- La Traviata • Olaszország
- Végre vasárnap! (Vivement dimanche!) • Franciaország

### David Lean-díj a legjobb rendezésért
Bill Forsyth - Porunk hőse
- James Ivory - Heat and Dust
- Martin Scorsese - A komédia királya
- Sydney Pollack - Aranyoskám

### Legjobb elsőfilmes
Phyllis Logan - Máskor, máshol
- Kevin Kline - Sophie választása
- Greta Scacchi - Heat and Dust
- Julie Walters - Rita többet akar - Szebb dalt énekelni

### Legjobb főszereplő
Michael Caine - Rita többet akar - Szebb dalt énekelni
 Dustin Hoffman - Aranyoskám
- Michael Caine - A Tiszteletbeli konzul
- Robert De Niro - A komédia királya

### Legjobb női főszereplő
Julie Walters - Rita többet akar - Szebb dalt énekelni
- Jessica Lange - Aranyoskám
- Meryl Streep - Sophie választása
- Phyllis Logan - Máskor, máshol

### Legjobb férfi mellékszereplő
Denholm Elliott - Szerepcsere
- Bob Hoskins - A Tiszteletbeli konzul
- Jerry Lewis - A komédia királya
- Burt Lancaster - Porunk hőse

### Legjobb női mellékszereplő
Jamie Lee Curtis - Szerepcsere
- Maureen Lipman - Rita többet akar - Szebb dalt énekelni
- Teri Garr - Aranyoskám
- Rosemary Harris - The Ploughman's Lunch

### Legjobb adaptált forgatókönyv
Heat and Dust - Ruth Prawer Jhabvala
- Csalódás - Harold Pinter
- Rita többet akar - Szebb dalt énekelni - Willy Russell
- Aranyoskám - Larry Gelbart, Murray Schisgal

### Legjobb eredeti forgatókönyv
A komédia királya - Paul D. Zimmerman
- Porunk hőse - Bill Forsyth
- Szerepcsere - Timothy Harris, Herschel Weingrod
- Zelig - Woody Allen

### Legjobb operatőri munka
Fanny és Alexander
- Heat and Dust
- Porunk hőse
- Zelig

### Legjobb jelmez
La Traviata
- Fanny és Alexander
- Heat and Dust
- Aranyoskám

### Legjobb vágás
Flashdance
- A komédia királya
- Porunk hőse
- Zelig

### Legjobb smink
Aranyoskám
- Heat and Dust
- Csillagok háborúja VI: A jedi visszatér
- Zelig

### Anthony Asquith-díj a legjobb filmzenének
Boldog karácsonyt Mr. Lawrence! - Ryuichi Sakamoto
- Flashdance - Giorgio Moroder
- Porunk hőse - Mark Knopfler
- Garni-zóna - Jack Nitzsche

### Legjobb díszlet
La Traviata
- Heat and Dust
- Csillagok háborúja VI: A jedi visszatér
- Háborús játékok

### Legjobb hang
Háborús játékok
- Flashdance
- Csillagok háborúja VI: A jedi visszatér
- La Traviata

### Legjobb vizuális effektek
Csillagok háborúja VI: A jedi visszatér
- A sötét kristály
- Háborús játékok
- Zelig